# Anselmus Adornes

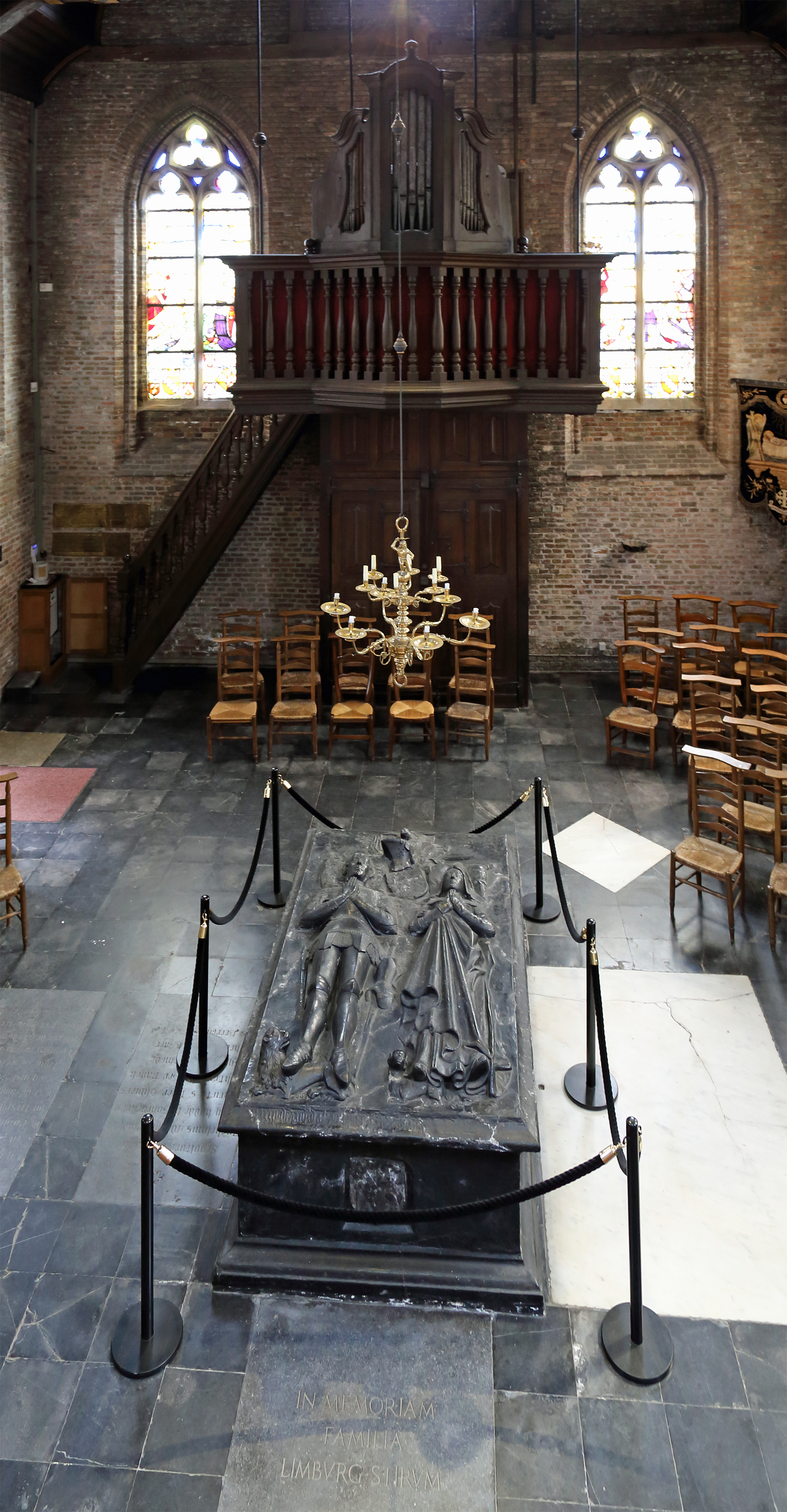
Praalgraf van Anselmus en zijn echtgenote Margaretha in de Jeruzalemkerk

Anselmus Adornes (Brugge, 8 december 1424 - Schotland, 23 januari 1483) was een koopman, mecenas, politicus en diplomaat, en behoorde tot de vijfde generatie van de in Brugge gevestigde familie Adornes.

## Afkomst
Hij was de zoon van Pieter II Adornes en Elisabeth Braderickx.
Onder zijn voorvaders kwamen er verschillende voor die ooit doge waren van Genua. De familie kwam in de tweede helft van de 13de eeuw naar Vlaanderen: Opicius Adornes zou immers in 1269 bij graaf Gwijde van Dampierre in dienst zijn gekomen. Zijn zoon Oppicius II (de jongere) vestigde zich omstreeks 1300 in Brugge. Van verscheidene leden van deze familie weten wij dat ze nauw betrokken waren bij de internationale handel, maar ook bij het bestuur van de stad Brugge.

## Levensloop
In 1443 trouwde Anselmus met de Brugse patriciërsdochter Margaretha van der Banck (1427-1480) en ze hadden niet minder dan zestien kinderen:
- Jan Adornes (1444-1511), kanunnik van Aberdeen en van Rijsel
- Elisabeth Adornes (1445-1453)
- Margareta Adornes (°1448), kartuizerin in Sint-Anna-ter-Woestijne
- Maarten II Adornes (1450-1507), prior van het kartuizerklooster Genadedal
- Aernoud Adornes (1451-1517) getrouwd met Agnes van Nieuwenhove, als weduwnaar priester geworden en inwonende in Sint-Anna-ter-Woestijne
- Jacob Adornes (°1453)
- Anselm Adornes (°1454), lid van de orde van Rodos (Johannieter)
- Catharina Adornes (°1456), Clarisse-Colettine in Gent
- Ludovica Adornes (°1457), kloosterzuster augustines
- Elisabeth Adornes (°1459-voor 1466)
- Pieter IV Adornes (1460-1496), getrouwd met Catharina Uutenhove, woonde in Gent en werd als weduwnaar minderbroeder-observant
- Antonius Adornes (1462-1492), kanunnik van Aberdeen
- Maria Adornes (°1463) getrouwd met Joos de Baenst, ouders van Jozef, Guido en Jan de Baenst
- Gandulphus Adornes (°1465)
- Elizabeth Adornes (°1466) getrouwd met Wulfaert de Lichtervelde
- Livina Adornes

Rond hetzelfde jaar van zijn huwelijk kwam Adornes in het openbare leven in Brugge tevoorschijn. Van 1444 tot 1449 nam hij deel aan de steekspelen georganiseerd door het ridderlijk gezelschap van de Witte Beer.
In 1468 was hij de organisator van het toernooi van de Gouden Boom, naar aanleiding van de Blijde Intrede van Karel de Stoute.
Dat zijn maatschappelijk aanzien groot was werd onder meer aangetoond door de namen van de peters en meters van zijn kinderen, onder wie zich bevonden: Lodewijk van Gruuthuse, Tommaso Portinari, abt Jan Crabbe, baljuw Jan de Baenst, Colard Dault en leden van de Genuese families Doria en Spinola.

## Stadsbestuur
Anselm Adornes, in opvolging van zijn vader en zijn oom, trad toe tot het stadsbestuur. Zo was hij:
- hoofdman van het Sint-Niklaassestendeel in 1447-48 en 1450-51
- hoofdman van het Sint-Niklaassestendeel in 1456-57, 1458-59, 1460-61, 1462-63, 1473-74
- raadslid in 1444-45 en 1452-53
- thesaurier in 1459-1460
- gecommitteerde voor de stedelijke financies van 1463 tot 1468
- burgemeester van de raad in 1475-76

Verder was hij ook:
- redenaar van het Proosse (erfelijke functie voor de heerlijkheid van de Proosdij, te vergelijken met een schepen)
- voogd van het Brugse leprozenhuis

## Dieptepunt
Het jaar 1477 betekende een hoogtepunt en daarna een dieptepunt in de loopbaan van Anselmus. Na de dood van Karel de Stoute braken de eerste rellen uit in Brugge. Maria van Bourgondië belastte Lodewijk van Gruuthuse en zijn zoon Jan, evenals Anselmus Adornes en enkele andere hooggeplaatste Bruggelingen om naar een vreedzame oplossing te zoeken. Hun optreden zou, volgens de kroniekschrijvers, tot tevredenheid van de inwoners hebben geleid.
Dit belette niet dat op 26 maart opnieuw onlusten ontstonden. Anselm werd met vijftien andere voormalige stadsbestuurders gearresteerd. Men verdacht hen ervan zich onrechtmatig te hebben verrijkt. Dit liep op niets uit en iedereen kwam weer op vrije voeten.
In mei was er echter weer oproer en werd weer een aantal notabele inwoners door een opgehitste menigte gearresteerd. Anselmus Adornes hoorde er bij en hij werd, samen met Jan de Baenst en Paulus van Overtvelt op 18 mei 1477 tot diep in de nacht ondervraagd en gefolterd.
Alle drie bekenden ze gelden uit de stadskas te hebben ontvreemd. Ze ontsnapten aan de dood maar De Baenst en Van Overtvelt zagen al hun goederen verbeurd verklaard en moesten zich levenslang in een klooster terugtrekken. Adornes werd iets milder bestraft, maar moest toch ook zoals de beide anderen, in zijn ondergoed, blootshoofds en barvoets, begeleid door de schout en de baljuw, van banier tot banier stappen en aan iedere deken om vergiffenis vragen.
Het bedrag dat hij bekend had uit de stadskas te hebben ontvreemd moest hij viervoudig terugbetalen en hij mocht voortaan geen officiële functies meer uitoefenen. Nutteloos te zeggen dat de heren weer in eer werden gesteld eenmaal de rellen voorbij en het gezag van Maria van Bourgondië hersteld. Nochtans bekleedde Anselmus nooit meer een functie binnen het stadsbestuur.

## Handel
Anselmus trad in de voetsporen van zijn grootvader Pieter I Adornes, door actief te zijn in de internationale handel. Hij bemiddelde vooral in transacties met Genuese kooplieden. Tot aan zijn dood onderhield hij commerciële betrekkingen met Genua en ook met Spanje. Zijn handel had vooral betrekking op de invoer van aluin en van laken uit Doornik en uit Engeland.
Hij woonde niet in zijn huis naast de Jeruzalemkerk, maar aan de Verwersdijk (gelegen tussen de Schottendijk en de Schottenplaats) waar hij een groot complex bezat, voorzien van stapelruimten, stallingen en lakenverwerijen. Hij bevond er zich midden de Schotse handelaars.

## Relaties met Schotland
In 1467 verbood het Schotse parlement handel met Vlaanderen en de Schotse kooplieden moesten Brugge verlaten. Anselm Adornes reisde toen naar Schotland, aan het hoofd van een diplomatieke missie, die Brugge vertegenwoordigde, maar ook de Vier Leden van Vlaanderen en hertog Karel de Stoute. De onderhandelingen met de Schotse koning en het Schotse parlement waren succesvol en de Schotse kooplieden kwamen in het voorjaar van 1470 terug.
De contacten die hij aanknoopte met het Schotse hof betekenden een aanzienlijke verhoging van zijn sociale status, niet alleen in het graafschap Vlaanderen, maar ook in Schotland, waar zijn optreden indruk had gemaakt. Hij werd door koning James III met gunsten overstelpt. Einde 1468 werd hij tot ridder in de Orde van de Eenhoorn geslagen, werd hij benoemd tot koninklijk raadgever en werd hem de heerlijkheid Cortachy geschonken. Op 14 juni 1472 werd hij benoemd tot conservator van de Schotse privilegies in het rijk van de Bourgondische hertog. Hij kreeg ook nog inkomsten uit geconfisqueerde goederen in Forfar Pertshire.

## Kapel wordt kerk
Kenmerkend voor de familie Adornes was de verering voor de heilige plaats Jeruzalem. Pieter II Adornes en Jacob Adornes, achterkleinzonen van Opicius de jongere en Margareta van Aartrijke, vatten rond 1428 te Brugge de bouw aan van de merkwaardige Jeruzalemkerk. Anselmus Adornes zou dit merkwaardige bouwwerk voltooien.
In 1470 ondernam hij zelf ook een bedevaart naar Jeruzalem, vergezeld van zijn zoon Jan Adornes, die later kanunnik van het Sint-Pieterskapittel in Rijsel werd. Na hun thuiskomst voltooiden zij het bouwwerk en hij bracht Oosterse accenten aan de architectuur, waarbij hij de herinnering aan zijn reis wilde behouden. Op die manier werd de Brugse Jeruzalemkerk een kopie van de Heilige Grafkapel in Jeruzalem. Anselm duwde de herinnering aan de stichters wat opzij, door van de kerk een mausoleum te maken waar het grafmonument voor hem en zijn vrouw centraal werd gesteld.

## Andere diplomatieke activiteiten en dramatisch einde
In dienst van de Bourgondische hertog vervulde Anselmus nog andere diplomatieke missies.
In de jaren zestig en zeventig vervulde hij verschillende opdrachten voor Karel de Stoute. De hertog had plannen om een kruistocht te ondernemen en de Jeruzalempelgrim Anselmus kon hem hierin raad geven. Hij reisde ook naar Polen waar hij ontvangen werd door koning Casimir IV.
In 1473 onderhandelde hij in opdracht van de stad Brugge om de voor rekening van Tommaso Portinari varende San Matteo te recupereren. Dit schip was gekaapt door Paul Beneke en naar Gdańsk gebracht. Naast andere kostbare goederen, voerde het schip ook een groot schilderij mee door Hans Memling, dat het Laatste Oordeel' voorstelde. De onderhandelingen mislukten en het schilderij bevindt zich nog steeds in Gdańsk.
In het jaar 1477, 1479 en 1480 reisde Anselmus naar Schotland. Na terugkeer van deze laatste reis overleed zijn vrouw. In 1482 voer hij opnieuw af naar Schotland. Hij had er zoals steeds contacten met koning James III en leidde in zijn opdracht een militaire expeditie in Linlithgow. Toen Anselm daarna een bedevaart ondernam, verbleef hij in een klooster in North-Berwick en werd daar op 23 januari 1483 overvallen door een gewapende bende die hem ter dood bracht. Hij werd ter aarde besteld in Linlithgow, terwijl zijn hart later in het jaar werd bijgezet in de Jeruzalemkerk.

## Humanist en kunstliefhebber
De humanistische en artistieke belangstelling van Anselm Adornes kwam op verschillende manieren tot uiting:
- De afwerking van de Jeruzalemkerk had veel aan hem te danken.
- Hij was tussenpersoon voor de bestelling aan Hugo van der Goes van een portret van James III en zijn vrouw, thans bewaard in de National Portrait Gallery in Edinburgh.
- Het is niet onwaarschijnlijk dat hij de inspirator was voor een kapel gebaseerd op de Heilig-Grafkerk in Jeruzalem, die werd opgericht in Restalrig bij Edinburgh.
- In het kader van de Confrérie van Onze-Lieve-Vrouw van den Drogen Boom, interesseerde Anselmus zich aan polyfonische religieuze muziek en in opdracht van koning James III zorgde hij in 1472 voor de opleiding van een luitspeler.
- Adornes stond in contact met de humanist Filippo Buonaccorsi.
- Als niet-academisch geschoolde beheerste hij niettemin het Latijn. Hij had grote belangstelling voor handschriften en literaire teksten. Zelf transcribeerde hij eigenhandig een tekst van Cicero, diens Somnium Scipionis.

## Invloed
De familie behoorde in Brugge tot de bovenlaag van de bevolking en vervulde geregeld allerlei functies in het stadsbestuur en voor het centraal gezag van de hertog, net zoals de voorouders dat deden in Genua. Daarbij steunde zij tal van christelijke en humanistische initiatieven.
Zijn ouders, Pieter II Adornes en Elisabeth Braderic werden voorgesteld op twee 15de-eeuwse portretten, toegeschreven aan Petrus Christus. Hun huwelijkscontract en het testament van Pieter (1452) illustreren hun belangrijke maatschappelijke positie en hun diepreligieuze mentaliteit.
Glasramen met afbeeldingen van Pieter en zijn vrouw zijn te bewonderen in de Jeruzalemkerk. Anselmus zelf had goede relaties in Vlaanderen, Italië en Schotland en hij bleef in nauw contact met de Schotse koning James III van wie hij regelmatig winstgevende opdrachten kreeg.

## Trivia
- De jonge Anselmus is een van de hoofdfiguren in deze historische jeugdromans:
  - De blauwe schuit van Lieve Hoet (Lannoo, 2002) en
  - Onrustvlinder van Anna Coudenys (Manteau, 2008).
  - House of Niccolo, (eerste boek uit een serie van acht) door Dorothy Dunnett (1986-2000).

- Van 8 december 2024 tot 5 januari 2025 loopt in Brugge de tentoonstelling 'Glorie en tegenslag van een 15e eeuwse reiziger' naar aanleiding van zijn 600e verjaardag.[1]

- Bibliothèque nationale de France: cb12427537z (data)
- Gemeinsame Normdatei: 134147553
- International Standard Name Identifier: 0000 0000 6142 8634
- Library of Congress Control Number: n2021070003
- Nationale Bibliotheek van Israël: 987009348832605171
- Nederlandse Thesaurus van Auteursnamen: 069134855
- Istituto Centrale per il Catalogo Unico: BVEV075392
- Système universitaire de documentation: 066268184
- Virtual International Authority File: 51779992
- WorldCat: E39PCjM7YpxxpHfBGxGpVmKQYP